# Кафе, Мария Мамбо
Мария Мамбо Кафе (порт. Maria Mambo Café; 6 февраля 1945, Кабинда — 1 декабря 2013, Лиссабон) — ангольский политик, министр по социальным вопросам (1982—1986), губернатор провинции Кабинда (1990). Член Политбюро ЦК МПЛА.

## Биография
Мария Мамбо Кафе родилась в провинции Кабинда, эксклаве Анголы на севере страны. Она получила степень по экономике в Советском Союзе в 1968 году. Кафе была участницей движения за независимость Анголы. Она работала в Киншасе, столице Демократической Республике Конго, а в 1974 году вернулась в Анголу. Кафе была участницей переговоров, результатом которых стало подписание соглашений в Алворе 15 января 1975 года.
В 1977—1978 годах Кафе была заместителем министра внутренней торговли, а в 1982—1986 годах — министром по социальным вопросам. В 1986—1988 годах Кафе была вице-премьер-министром и государственным министром экономики и социальной сферы. В 1990 году она была назначена губернатором богатой нефтью провинции Кабинда, но в том же году покинула пост.
Мария Мамбо Кафе умерла в Лиссабоне, Португалия, в возрасте 68 лет.